# Dois Riachos
Dois Riachos is een gemeente in de Braziliaanse deelstaat Alagoas. De gemeente telt 11.200 inwoners (schatting 2009).
De gemeente grenst aan Cacimbinhas, Major Isidoro, Olivença en Santana do Ipanema.

## Geboren
- Marta Vieira da Silva (1986), voetbalster